# Dušan Bulut
Dušan Domović Bulut (serbiska: Душан Домовић Булyт), född 23 oktober 1985, är en serbisk basketspelare. 
Bulut deltog vid olympiska sommarspelen 2020 och var en del av Serbiens lag som tog brons i tremannabasket.